# Bertrand Vecten
Bertrand Vecten est un rameur français né le 26 février 1972 à Compiègne (Oise).

## Biographie
Bertrand Vecten dispute l'épreuve de quatre sans barreur avec Olivier Moncelet, Daniel Fauche et Gilles Bosquet aux Jeux olympiques d'été de 1996 à Atlanta. Le quatuor français remporte la médaille d'argent.